# ایلوار یک‌دانگه
ایلوار یک‌دانگه، روستایی از توابع بخش مرکزی شهرستان کردکوی در استان گلستان ایران است.
مردمان بومی این روستا دارای نام خانودگی رستمانی هستند که بر گرفته از روستای رستمان (به کردی: ڕۆسه‌مان) روستایی از توابع بخش زیویه در شهرستان سقز است که در استان کردستان ایران قرار دارد، می‌باشد.
مردم بومی ایلوار با نام خانوادگی رستمانی، تیره ای از ایل کهن کلهر می‌باشند که بعلت تجزیه ایل کلهر و تبعید طوایف مختلف آن که از زمان ترکمنان و صفویه شروع شده و تا زمان قاجار ادامه داشته و طوایف زیادی از این ایل به نواحی خارج از کردستان از جمله، همدان، قزوین، قم، سیستان، کرمان، شمال خراسان تایباد نواحی شمالی افغانستان، خوزستان، فارس، لرستان، گیلان، مازندران، گرگان و… تبعید شده‌اند. که علت نامگذاری این روستا چون بصورت ایل واره به شمال ایران کوچ کرده‌اند این نام بر روی این روستا باقی مانده است.
گودرزی در کتاب ایل کلهر در دوره مشروطیت چنین آورده است:در علت نامگذاری این ایل اصیل با نام کلهر، باید در ساخت، ریشه و معنی آن دقیق شد لفظ کلهر با فتح کاف و ضم هاء از دو بخش «کل» و «هور» یا «هُر» تشکیل شده است. این کلمه که با تلفظ‌های متعدد در منابع آمده است از قبیل کلهور، کلهر و کلِر. از همه آنها یک معنی به ذهن متبادر می‌شود. کَل به معنای آهوی کوهی نر می‌باشد واز خصوصیات آهوی کوهستان، همانا شجاعت و جنگندگی و جست و خیز فراوان آن است. قسمت دوم کلمه، هور یا هُر می‌باشد که در واژه‌نامه‌ها به معنای خورشید و آفتاب آمده است. از ویژگی‌های خورشید درخشندگی و سرعت و جذابیت می‌باشد. حال اگر به دنبال وجه شبه این دو کلمه کل و هور با مردمان ایل کلهر بگردیم باید نظری داشته باشیم به زیستگاه و قلمرو آنها یعنی دامنه‌ها و ارتفاعات پر فراز و نشیب زاگرس. مردمان این ایل در طول تاریخ با ناملایمات طبیعی دست و پنجه نرم کرده با شجاعت و جنگندگی همانند آهو و کل، کوه‌ها و صخره‌ها را درنوردیده ورام خواسته‌های خویش کرده‌اند و مهاجمانی که از صفحات غربی ایران قصد سوئی نسبت به کشورمان را داشته‌اند عقب رانده و آنها را به خاک مذلت نشانده‌اند. از طرفی اینها را به خاطر چهره‌های بشاش و جذاب و همچنین سرعت برق آسایی که درپیمودن کوه‌ها و گردنه‌های سخت گذر داشته‌اند، به خورشید که مظهر جذابیت است تشبیه کرده‌اند. قسمت دوم نام کلهر یعنی هر (هور) نیز احتمالاً از نام قوم هوری‌ها گرفته شده است.
با توجه به اینکه کتاب‌های قدیمی و سفرنامه‌های جهانگردان و روایتهای سنتی رایج در میان ایل کلهر این ادعا را به اثبات می‌رساند که، ایل کلهر در غرب ایران از جایگاه کهن و اصیلی برخوردار بوده است این ایل در زمان صفویان در تسخیر بغداد مشارکت داشته است. کلهرها از زمان باستان تا کنون نامشان موجود بوده است ولی تا به حال کسی تاریخی جامع و منسجم و علمی دربارهٔ این ایل ننگاشته است. این ایل از روزگار شاه اسماعیل اول بنیان‌گذار دولت صفوی تاکنون با حکومتهای مرکزی ایران و برخی از دولت‌های دیگر ارتباط داشته است و همواره سخت‌ترین حوادث را تجربه نموده‌اند.
ایل کلهر در دفع تجاوز افغانها و جلوگیری از تجاوزات پی در پی دولت عثمانی و اعراب به مرزهای غربی ایران و تأمین نیروهای مسلح نقش بسزایی داشته است. با شروع جنگهای ایران و عثمانی از زمان صفویان تا روزگار قاجاری عملکرد این ایل با سران آن در تاریخ جنگها و فتوحات ثبت و ضبط گردیده است.
عمادالدین دولتشاهی با آموختن الفبای اوستایی و ترجمه تازه‌ای از یشتها نکات جالبی از زوایای تاریک منطقه غریب ایران را روشن می‌کند. وی با ترجمه متن‌هایی از اوستا منطقه غرب ایران از قصر شیرین تا ایلام به‌ویژه «ایوان غرب» و «اسلام‌آباد» که مرکز ایل کلهر هستند محل زندگی اقوام اسطوره‌ای ایران معرفی می‌کند. او با ریشه‌یابی واژه‌های اوستایی و تطبیق آنها با نام جای‌ها در این منطقه به این نتیجه می‌رسد که جای ایران اسطوره‌ای که در شاهنامه مطرح است غرب ایران امروزی است. دولتشاهی در کتاب جغرافیای غرب ایران یا کوه‌های ناشناخته اوستا، نام جای‌هایی مانند زواره‌کوه، هفت‌آشیان (کرمانشاه)، زویری، مرِگ (Merg)، مانِشت، گواور، تجر، سروناو و غیره را که هم‌اکنون نیز به همان نام‌ها نامیده می‌شوند به اقوام اسطوره‌ای ایران (پیشدادیان و کیانیان) منتسب می‌کند. چون تمامی این‌جای‌ها در حوزه حضور گویش کلهری قرار دارند، بی ربط نیست اگر بگوییم ایل کلهر که از زمانهای دور در همین منطقه می‌زیسته است. ایل کلهر به زیرمجموعه‌هایی تقسیم می‌شود.

کلهرها از کهن‌ترین طوایف ایرانی هستند که در غرب ایران سکونت داشته‌اند که با انتساب نژاد خود به پهلوانان شاهنامه این پیوند را پاسدار بوده و اصولاً ادامه این نسبت تداوم می‌یابد.
ایل کلهر همانطوری که امروزه هست، در گذشته نیز زادگاه بسیاری از دانشمندان و هنرمندان غرب ایران بوده است. در گذشته‌های دور فرهاد کوهکن مشهور به «فرای» را از خود دانسته‌اند. چنان‌که صاحب شرفنامه می‌نویسد: نهنگ دریای محنت و پلنگ کوهسار مشقت، فرهاد که در زمان خسرو پرویز ظهور کرده از طایفه کلهر است این سخن روایت سینه به سینه آگاهان ایل را که جوانان کلهر بر قله‌های زاگرس آتش‌افروز جشنهای باستانی و حامل تندیس‌های هنری و مذهبی بر صخره‌های سخت گذر بوده‌اند را قوت می‌بخشد.
ایل کَلهُر یکی از شعب اصلی ایل‌های کرد ایران و از کهن‌ترین طوایف غرب ایران است.
ایل کَلهُر بزرگ‌ترین ایل کرمانشاه می‌باشد. مردمان آن کردتبار هستند. و به گویش کردی کلهری تکلم می‌کنند.
ایوان غرب، گیلان‌غرب و اسلام آبادغرب مراکز اصلی ایل کلهر می‌باشند. در دانشنامه ایرانیکا، از ایل کلهر به‌عنوان یکی از بزرگ‌ترین ایلات کرد نام برده شده است.
کلهرها مقارن با حکومت‌های صفویه و عثمانی در تسخیر بغداد به فرماندهی ذوالفقارخان کلهر مشارکت کردند و برای مدتی در آن منطقه حاکم بودند.
منابع دیگر هم از ایل کلهر به عنوان یکی از ایلات کرد کرمانشاه و غرب ایران یاد کرده‌اند. طبق تحقیقات چندین ساله دانشگاه هاروارد آمریکا ایل کلهر بزرگ‌ترین ایل کرد در کردستان می‌باشد، زبان ایل کلهر کردی با گویش کلهری است که این گویش اولین گویش کردی است که از آن نوشتار باقی مانده است و مسکن اولیه ایل کلهر در شهر کالح (نمرود فعلی) در بین‌النهرین بوده است (میان رودان) در کردستان عراق فعلی که بعدها به دامنه‌های شاهو و قلعهٔ پلنگان (حد فاصل سنندج با کامیاران) کوچ می‌کنند و سپس به اطراف شاهراه خانقین _ کرمانشاه نقل مکان می‌کنند، هرچند که به صورت پراکنده در سایر نقاط کردستان هم حضور دارند. ایل کلهر پیش از روی کار آمدن صفویان تا ابتدای حکومت شاه طهماسب اول دارای موقعیتی مستقل و خودمختار بوده است، اما در سال۱۱۴۰هجری قمری قرارداد صلحی بین حکومت ایران و دولت عثمانی (ترکیه) بسته شد که مانع از جنگ بین این دو کشور شد و به موجب این پیمان صلح همدان، ایالت کرمانشاهان و خاک کلهر به دولت عثمانی (ترکیه) واگذار گردید و در مقابل پادشاه عثمانی حکومت اشرف را در ایران به رسمیت شناخت. مسکن آنان در غرب ایران شهرستان ایوان غرب در استان ایلام و در استان کرمانشاه در شهرستان‌های گیلان غرب، اسلام‌آباد غرب، بخشی از کرمانشاه، سرپل ذهاب، قصر شیرین و بخشی از شهرستان‌های چرداول، شهرستان آبدانان و سیروان در استان ایلام می‌باشد و بیجار و قروه در کردستان و جغاتو شاهین دژ (چهاردولی‌ها)، و از طرف مغرب به خاک کردستان عراق (مندلی و خانقین)، محدود می‌شود. شهر گیلانغرب تنها شهری است که تمام ساکنان آن از ایل کلهر می‌باشند. گروهی از ایل کلهر، تحت عنوان طایفه کرد(کرد حسین خانی) در حدود ۷۰۰ سال پیش در شهر قلعه تل از توابع استان خوزستان ساکن شده‌اند.[۱]
مسکن اولیهٔ ایل کلهر همراه با مردمان گوران زبان در نواحی دامنه‌های کوه شاهو قلعهٔ پلنگان و دیگر نواحی این منطقه بوده است و در کردستان عراق نیز به‌طور سنتی در اطراف شهر زور خانقین کلار و دیگر نواحی گرمسیری جنوب کردستان عراق حضور داشته‌اند. سپس طی یک سری حوادث و اتفاقات به جنوب شاهراه کرمانشاه ـ خانقین نقل مکان کرده و ساکن شده‌اند و مرکز اصلی ایل امروز در این‌جا می‌باشد ولی طوایف کلهر امروزه در تمام کردستان ایران و عراق به‌طور پراکنده و گاه متمرکز در تمام شهرهای کُردنشین ایران و عراق از جمله سقز، بوکان، شاهین دژ (چهاردولی)، مهاباد، ارومیه، ماکو، سنندج، ایلام، آبدانان، مهران و در عراق در سلیمانیه، کرکوک، کلار، حلبچه، نواحی گرمیان زندگی می‌کنند. اکنون قسمت اعظم ایل در استان کرمانشاه ساکن است.
حال با ذکر این نکته که مناطق کلهر نشین گیلان غرب، اسلام‌آباد غرب، ایوان غرب، بخش‌هایی از سرپل ذهاب، سومار، نفت شهر، ماهیدشت، برخی نواحی کرمانشاه، قصرشیرین بخشی از مناطق کلهر زبان است که از شاهین دژ (چهاردولی‌ها) و بیجار در شمال تا مهران و چرداول در جنوب و در شرق از کرمانشاه ماهیدشت تا خانقین در غرب را شامل می‌شود. بزرگ‌ترین شهر کلهر نشین ایران شهر اسلام آبادغرب می‌باشد. زبان ایل کلهر کُردی با گویش کلهری است که خود به لهجه‌هایی تقسیم می‌شود. ایل کلهر در طول تاریخ خود مورد اقدامات سیاسی ـ نظامی قرار گرفته:
1. تجزیه ایل کلهر و تبعید طوایف مختلف آن که از زمان ترکمنان و صفویه شروع شده و تا زمان قاجار ادامه داشته و طوایف زیادی از این ایل به نواحی خارج از کردستان از جمله، همدان، قزوین، قم، سیستان، کرمان، شمال خراسان تایباد نواحی شمالی افغانستان، خوزستان، فارس، لرستان، گیلان، مازندران، گرگان و… تبعید شده‌اند.
2. اقدامات نظامی: که بارها و بارها توسط ارتش صفویه و عثمانی مورد هجوم قرار گرفته و حکومت‌های خودمختار و مستقل مانند (حکومت ذوالفقارخان کلهر در بغداد در زمان صفویه) سرنگون شده و از بین رفته است.
3. تبعید و کشتن بزرگان ایل مانند کشته شدن ذوالفقار خان… یا تبعید چندساله و زندانی شدن بزرگان مانند زندانی شدن خان منصور ایوانی یا عباس خان که باعث فروپاشی قدرت ایل در زمان‌های خاصی شده است.

## جمعیت
این روستا در دهستان سدن رستاق غربی قرار دارد و براساس سرشماری مرکز آمار ایران در سال ۱۳۸۵، جمعیت آن ۱٬۱۲۴ نفر (۳۱۵خانوار) بوده است.